# Стежерішу
Стежерішу (рум. Stejărișu) — село у повіті Сібіу в Румунії. Входить до складу комуни Якобень.
Село розташоване на відстані 209 км на північний захід від Бухареста, 49 км на північний схід від Сібіу, 116 км на південний схід від Клуж-Напоки, 83 км на північний захід від Брашова.

## Населення
За даними перепису населення 2002 року у селі проживали 478 осіб.
Національний склад населення села:
| Національність | Кількість осіб | Відсоток |
| -------------- | -------------- | -------- |
| румуни         | 442            | 92,5%    |
| німці          | 23             | 4,8%     |
| цигани         | 13             | 2,7%     |

Рідною мовою назвали:
| Мова      | Кількість осіб | Відсоток |
| --------- | -------------- | -------- |
| румунська | 456            | 95,4%    |
| німецька  | 22             | 4,6%     |